# 長者地區中心 (香港)

香港社會福利署長者地區中心標誌

長者地區中心（英文：District Elderly Community Centre，縮寫：DECC）前稱為長者綜合服務中心。
，為香港社會福利署自2001/2002年度開始推出的一系列長者全面支援服務，協助長者在社區安享晚年。

## 目的
長者地區中心是地區層面的長者社區支援服務，目的是讓長者留在社區安老，過著健康、受尊重及有尊嚴生活，與及提昇他們社區參與度，同時亦推動社會大眾共同建立關懷的社區。中心主要的服務對象為年滿60歲或以上在區內居住的長者、護老者及其他社區人士。
全港41間長者地區中心轄下各有一支長者支援服務隊，他們透過外展工作，尋找有潛在服務需要的長者，通過定期探訪和電話與他們保持接觸，了解他們的需要，並提供所需的支援和轉介服務。於2009年，服務隊有33,000名義工，當中約有8,300名是60歲或以上的長者。

## 服務範圍
- 地區上安老服務的聯繫及支援
- 社區教育
- 個案管理
- 外展及社區網絡工作
- 長者支援服務隊
- 健康教育
- 教育及發展性活動
- 發布社區資訊及轉介服務
- 義工發展
- 護老者支援服務
- 社交及康樂活動
- 飯堂膳食及洗衣服務
- 偶到服務 [1]

## 中心名單
|    |                              |                                                        | 服務地區 |
| -- | ---------------------------- | ------------------------------------------------------ | -------- |
| 1  | 聖雅各福群會                 | 中西區長者地區中心                                     | 中西區   |
| 2  | 香港聖公會福利協會           | 西環長者綜合服務中心                                   | 中西區   |
| 3  | 鄰舍輔導會                   | 東涌綜合服務中心                                       | 離島區   |
| 4  | 香港耆康老人福利會           | 柴灣長者地區中心                                       | 東區     |
| 5  | 香港耆康老人福利會           | 東區長者地區中心                                       | 東區     |
| 6  | 東華三院                     | 方樹泉長者地區中心                                     | 東區     |
| 7  | 香港基督教女青年會           | 明儒松柏社區服務中心                                   | 東區     |
| 8  | 聖雅各福群會                 | 灣仔長者地區中心                                       | 灣仔     |
| 9  | 循道衛理中心                 | 灣仔長者服務中心                                       | 灣仔     |
| 10 | 香港仔街坊福利會社會服務中心 | 賽馬會黃志強長者地區中心                               | 南區     |
| 11 | 香港仔街坊福利會社會服務中心 | 南區長者地區中心                                       | 南區     |
| 12 | 基督教家庭服務中心           | 真光苑長者地區中心                                     | 觀塘     |
| 13 | 基督教家庭服務中心           | 順安長者地區中心                                       | 觀塘     |
| 14 | 香港基督教服務處             | 樂暉長者地區中心                                       | 觀塘     |
| 15 | 保良局                       | 劉陳小寶長者地區中心                                   | 觀塘     |
| 16 | 香港聖公會福利協會           | 黃大仙長者綜合服務中心                                 | 黃大仙   |
| 17 | 香港聖公會福利協會           | 竹園馬田法政牧師長者綜合服務中心                       | 黃大仙   |
| 18 | 循道衛理楊震社會服務處       | 彩虹長者綜合服務中心                                   | 黃大仙   |
| 19 | 嗇色園                       | 可聚耆英地區中心                                       | 黃大仙   |
| 20 | 香港聖公會福利協會           | 將軍澳安老服務大樓賽馬會長者綜合服務中心暨日間護理服務 | 西貢     |
| 21 | 基督教靈實協會               | 靈實長者地區服務                                       | 西貢     |
| 22 | 香港聖公會福利協會           | 聖匠堂長者地區中心                                     | 九龍城   |
| 23 | 香港聖公會福利協會           | 樂民郭鳳軒綜合服務中心                                 | 九龍城   |
| 24 | 東華三院                     | 黃祖棠長者地區中心                                     | 九龍城   |
| 25 | 香港明愛                     | 明愛鄭承峰長者社區中心(深水埗)                         | 深水埗   |
| 26 | 嗇色園                       | 可健耆英地區中心                                       | 深水埗   |
| 27 | 鄰舍輔導會                   | 深水埗康齡社區服務中心                                 | 深水埗   |
| 28 | 救世軍                       | 油尖長者綜合服務油麻地長者社區服務中心                 | 油尖旺   |
| 29 | 旺角街坊會                   | 陳慶社會服務中心                                       | 油尖旺   |
| 30 | 東華三院                     | 王澤森長者地區中心                                     | 沙田     |
| 31 | 基督教香港信義會             | 沙田多元化金齡服務中心                                 | 沙田     |
| 32 | 基督教香港信義會             | 馬鞍山長者地區中心                                     | 沙田     |
| 33 | 救世軍                       | 大埔長者綜合服務大埔長者社區服務中心                   | 大埔     |
| 34 | 香港基督教女青年會           | 秀群松柏社區服務中心                                   | 北區     |
| 35 | 香港明愛                     | 明愛元朗長者社區中心                                   | 元朗     |
| 36 | 博愛醫院                     | 王東源夫人長者地區中心                                 | 元朗     |
| 37 | 香港耆康老人福利會           | 荃灣長者地區中心                                       | 荃灣     |
| 38 | 香港耆康老人福利會           | 懷熙葵涌長者地區中心                                   | 葵青     |
| 39 | 香港聖公會福利協會           | 香港聖公會麥理浩夫人中心 林植宣博士老人綜合服務中心    | 葵青     |
| 40 | 仁愛堂                       | 胡忠長者地區中心                                       | 屯門     |
| 41 | 鄰舍輔導會                   | 屯門區綜合康齡服務中心                                 | 屯門     |

來源：長者地區中心名單(截至2010年4月15日) 

## 相關機構

香港社會福利署長者鄰舍中心標誌

### 長者鄰舍中心
長者鄰舍中心（Neighbourhood Elderly Centre，簡稱為NEC）為香港社會福利署自2002/2003年度開始，推出的全面支援長者服務。其服務內容與長者地區中心大致相同，惟服務的規模較小，而且沒有附設長者支援服務隊。此外，長者地區中心亦會負責協調區內的長者鄰舍中心，舉辦規模較大的活動。
2010年，全港共有117間長者鄰舍中心遍佈各區。

### 長者活動中心
長者活動中心為社區內的長者提供消閒設施及聚會場所、籌辦社交及康樂活動、提供有關長者福利的資訊，及在有需要時，轉介長者接受合適的服務或前往合適的機構。
2010年，全港共有53間長者活動中心遍佈各區。

## 外部連結
- 香港特別行政區政府 社會福利署 （页面存档备份，存于）
- 香港社會服務聯會 （页面存档备份，存于）